# Gårslev (plaats)
Gårslev is een plaats in de Deense regio Zuid-Denemarken, gemeente Vejle. De plaats telt 1102 inwoners (2008).